# Anilinpunkt
Der Anilinpunkt (AP) gibt eine Orientierung über den Aromatengehalt eines Schmierstoffs (je niedriger der Anilinpunkt, desto höher der Aromatengehalt) und ist daher eine verbreitet angegebene Kenngröße.

## Ermittlung
Der Anilinpunkt ist die Temperatur (in °C), bei der sich eine Mischung aus gleichen Volumenanteilen eines Schmierstoffes oder Öls mit Anilin, die durch Erwärmung einphasig und damit klar geworden war, beim Abkühlen durch Entmischung wieder trübt.